# L'arma
L'arma è un film drammatico del 1978 diretto da Pasquale Squitieri, interpretato da Claudia Cardinale e Stefano Satta Flores.

## Trama
L'ingegnere Luigi Compagna è un borghese dalla vita banale. Ha dei rapporti difficili con la moglie Marta – che ha un'altra relazione – e con la figlia Rossana, adolescente alquanto ribelle. Un giorno Luigi assiste a un intervento della polizia, chiamata per l'irruzione di tre ragazzini in un appartamento, e vede un agente uccidere uno dei ladruncoli, minorenne e non armato.
Dopo un colloquio con alcuni amici, in Luigi comincia a farsi strada l'idea di ottenere un porto d'armi e di acquistare una rivoltella. Compiuta l'operazione, se ne va in giro con l'arma proprio mentre famiglia e società gli stanno crollando attorno. Incapace di fare del male, non userebbe quell'arma né contro di sé, né contro la moglie o il suo amante.
Un giorno però, una sua inconsulta reazione, dopo aver cacciato di casa sua figlia ed aver discusso con sua moglie, lo porta ad esplodere alcuni colpi di pistola, a vuoto. Dopo un ultimo breve colloquio con la moglie, Luigi medita di togliersi la vita. Ma il frastuono, intanto, ha attirato l'attenzione della gente (che chiama la polizia) e di un giustiziere privato – un tiratore più fanatico di lui – che lo uccide mentre l'ingegnere sta per fare fuoco contro sé stesso, sparandogli con un fucile di precisione.